# Ptychobela lavinia
Ptychobela lavinia é uma espécie de gastrópode do gênero Ptychobela, pertencente a família Pseudomelatomidae.